# Girardinia
Genre
Girardinia est un genre de plantes à fleurs de la famille des Urticaceae (comprenant les "orties"). Ce sont des plantes herbacées.

## Liste des espèces
- Girardinia bullosa
- Girardinia diversifolia